# Rhododendron goreri
Rhododendron goreri är en ljungväxtart som beskrevs av H.H. Davidian. Rhododendron goreri ingår i släktet rododendron, och familjen ljungväxter. Inga underarter finns listade i Catalogue of Life.